# Sandie Shaw
Sandie Shaw (rojena kot Sandra Goodrich ), britanska pevka pop glasbe; * 26. februar 1947, Dagenham, Essex, Združeno kraljestvo. 
Leta 1967 je zmagala na Pesmi Evrovizije. Njena značilnost je bila, da je nastopala vselej bosa.

## Kariera
Svojo prvo pogodbo za snemanje plošče je prejela leta 1964. Prva plošča, ki ji še ni prinesla večjega uspeha, je nosila naslov As Long As You're Happy Baby. Zaslovela je kmalu zatem, oktobra 1964, ko je posnela veliko uspešnico Always Something There To Remind Me; napisala sta jo Burt Bacharach in Hal David. Naslednjo uspešnico ji je napisal Chris Andrews. Leta 1967 je že spadala med nauspešnejše britanske pevke. Svoje pesmi je pela tudi v nemščini.
8. aprila 1967 je na Dunaju na Pesmi Evrovizije predstavljala svojo domovino ter s pesmijo Puppet on a String zmagala z veliko prednostjo v točkah. Tudi tokrat je Sandie nastopila bosa.
Leta 1984 je s skupino The Smiths posnela pesem Hand in Glove, ki je prav tako postala velika uspešnica. 
Po študiju v Oxfordu in Londonu se je zaposlila kot psihoanalitičarka, kar počne še danes. V presledkih izdaja plošče še danes.

## Uspešnice
- (There's) Always Something There To Remind Me, 1964
- Girl Don't Come, 1964
- I'll Stop At Nothing, 1965
- Long Live Love, 1965
- Message Understood, 1965
- Tomorrow, 1966
- Nothing Comes Easy, 1966
- Puppet On A String, 1967
- You've Not Changed, 1967
- Monsieur Dupont, 1969